# سيكلانديلات
سيكلانديلات (بالإنجليزية: Cyclandelate)‏ هو دواء يُستعمل في علاج عرج متقطع حسب إدارة الغذاء والدواء الأمريكية.